# Jogo do Campeonato da Conferência da Costa do Atlântico Dr. Pepper de 2003
O Jogo do Campeonato da Conferência da Costa do Atlântico Dr. Pepper de 2003 foi um evento esportivo entre Florida State Seminoles e Virginia Tech Hokies, em Jacksonville, nos Estados Unidos.